# 河井ゆずる
河井 ゆずる（かわい ゆずる、1980年（昭和55年）11月28日 - ）は、日本のお笑い芸人であり、アインシュタインのツッコミ担当。相方は稲田直樹。本名、河井 譲（読み同じ）。
大阪府大阪市北区出身。吉本興業東京本部所属。

## 来歴
大阪NSC第26期生。同期生の山名文和（現・アキナ）と「河井山名」を結成し、2003年4月にデビュー。2008年にコンビを解散し、ピン芸人になる。
2009年6月27日のGRAND-bATTLEワラbでワラbメンバーに昇格。2008年にワラbシステムが改正されてから、初のピン芸人のレギュラーメンバーとなったが、9月27日のGRAND-bATTLEワラbでプチbメンバーに降格。2010年11月、元「バンパイア」の稲田直樹とともに「アインシュタイン」を結成。R-1ぐらんぷり2011で準決勝進出。2015年、2016年、2017年、2019年、2021年にM-1グランプリ準決勝進出。
2024年5月15日、肺炎のため一時芸能活動を休止。同月23日から仕事復帰。
2025年1月、上方漫才協会副会長に就任。

## 人物
おいしい店がまとめられた知る人ぞ知る門外不出の『ゆずログ』が頭の中に存在する。
自らがギャル好きであるのに加えファンにギャルが多いことから、「河井ギャル軍団」の教祖とよばれている。シノラーファッション愛好家である。趣味は飲酒、映画鑑賞。特技は英語。高校卒業後貿易の専門学校に通っていた際にはTOEIC780点を記録した。星条旗が好き。弟がいる。3歳で父親が蒸発し母子家庭で育ったため、「早く人気芸人になって親孝行したい」という思いがある。
2022年7月28日の『プレバト!!』（毎日放送）の俳句査定で、河井の詠んだ「夏の空シャチの耳骨に響く笛」が夏井いつきから「本物の句が来た!」と大絶賛された。

## 単独ライブ
2009年
- 11月1日 - orange（baseよしもと/大阪）

2021年
- 8月14日 ｰ Yuzuru Mania 2021 〜奇跡の40代  プレハブから君へ  in my heart を熱くする〜produced by toki（COOL JAPAN PARK OSAKA TTホール）

## 出演

### バラエティ
- 炎上base（2009年7月24日 - 10月まで、関西テレビ）
- ロケみつ〜ロケ×ロケ×ロケ〜（毎日放送）。以下の企画に挑戦）
  - 2009年10月1日 - 2010年2月4日 - 「Catch & cook 自力海鮮丼ブログ旅 SEASON 2」
  - 2011年1月27日 - 5月5日 - 「カッパでいい湯だな! 日本名湯しりとり:利き温度ブログ旅 SEASON 2」
- ワイドナショー（フジテレビ）- 不定期出演
- 浜ちゃんが!（読売テレビ）- 進行として不定期出演
- 座持ち動画グランプリ（2023年6月22日・6月29日、読売テレビ・日本テレビ系列）- MC[10]
- 最強!衝撃映像◯◯連発「スタッフが◯◯◯◯本見た中から選ぶ動画ランキング」（2024年4月12日、テレビ東京）- 進行[11]

### ドラマ
- おカネの切れ目が恋のはじまり（2020年9月15日 - 10月6日、TBSテレビ） - 鶴屋春人 役
- オールドルーキー 第7話（2022年8月14日、TBSテレビ） - 前岡浩志 役